# Ceropegia media
Ceropegia media là một loài thực vật có hoa trong họ La bố ma. Loài này được (Huber) Ansari mô tả khoa học đầu tiên năm 1969.